# St. James Theatre
Le St. James Theatre est un théâtre de Broadway situé au 246 W., 44th St. (entre les 7e et 8e avenues) dans le Theater District, au centre de Manhattan, à New York (États-Unis).
Avec 1 710 places sur trois niveaux, c'est l'un des plus grands théâtres de Broadway. Le théâtre St. James, nommé d'après le célèbre St James's Theatre de Londres, est détenu et exploité par Jordan Roth, président et propriétaire des Jujamcyn Theaters. 
Il a notamment servi de décors en 2013, pour le film oscarisé Birdman, d'Alejandro González Iñárritu.

## Histoire
Le St. James Theatre a été construit en 1927 par A. L. Erlanger, producteur de théâtre et membre fondateur du Theatrical Syndicate, sur le site original du restaurant Sardi's. Conçue par les architectes Warren et Wetmore (en) (l'une des deux sociétés qui a conçu le Grand Central Terminal), la façade en brique simple du théâtre est dominée par une grande loggia en fonte, masquant les issues de secours de l'auditorium. L'auditorium doré et emblématique est orné de deux balcons. Il a ouvert ses portes en 1927 sous le nom The Erlanger Theatre. À la mort d'Erlanger en 1930, le contrôle du lieu a été repris par la famille Astor, qui possédait le terrain sur lequel se trouvait le théâtre. Les Astors l'ont renommé St. James Theatre.

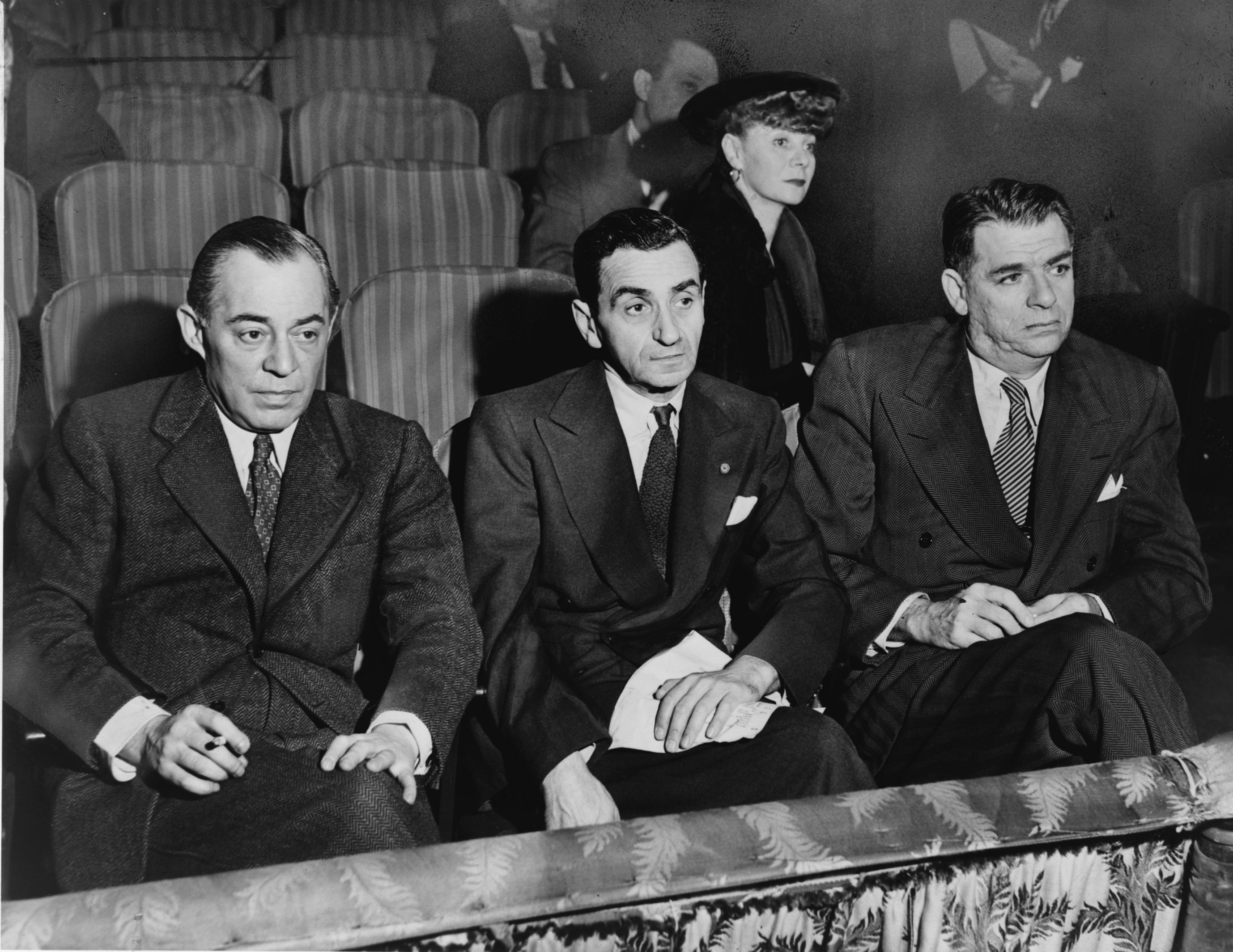
Richard Rodgers, Irving Berlin, Oscar Hammerstein II et Helen Tamiris (derrière), observant des auditions sur la scène du St. James Theatre.

Le théâtre a été repris par les Shubert en 1941. Ils ont été forcés de le vendre à William L. McKnight en 1957 à la suite de la perte d'une affaire. McKnight a rénové le théâtre et l'a rouvert en 1958. En 1970, McKnight a ensuite transmis le théâtre à sa fille Virginia et à son mari James H. Binger, qui avaient formé les Jujamcyn Theatres. Après la mort de Binger en 2004, le producteur et président de Jujamcyn, Rocco Landesman, a annoncé son intention d'acheter l'entreprise. Landesman a acheté le groupe en 2005 et, en 2009, il a vendu la moitié de sa participation au producteur de théâtre Jordan Roth. Peu de temps après, Landesman a été invité à diriger la NEA et Roth et a pris le contrôle du groupe. 
Le théâtre a accueilli un certain nombre de comédies musicales de longue date et lauréates de Tony Awards dont les productions originales d'Oklahoma!, The King and I, Hello Dolly!, The Who's Tommy et The Producers. 
En 2017, le St. James a terminé une rénovation qui a permis l'agrandissement de sa scène.

## Productions notables

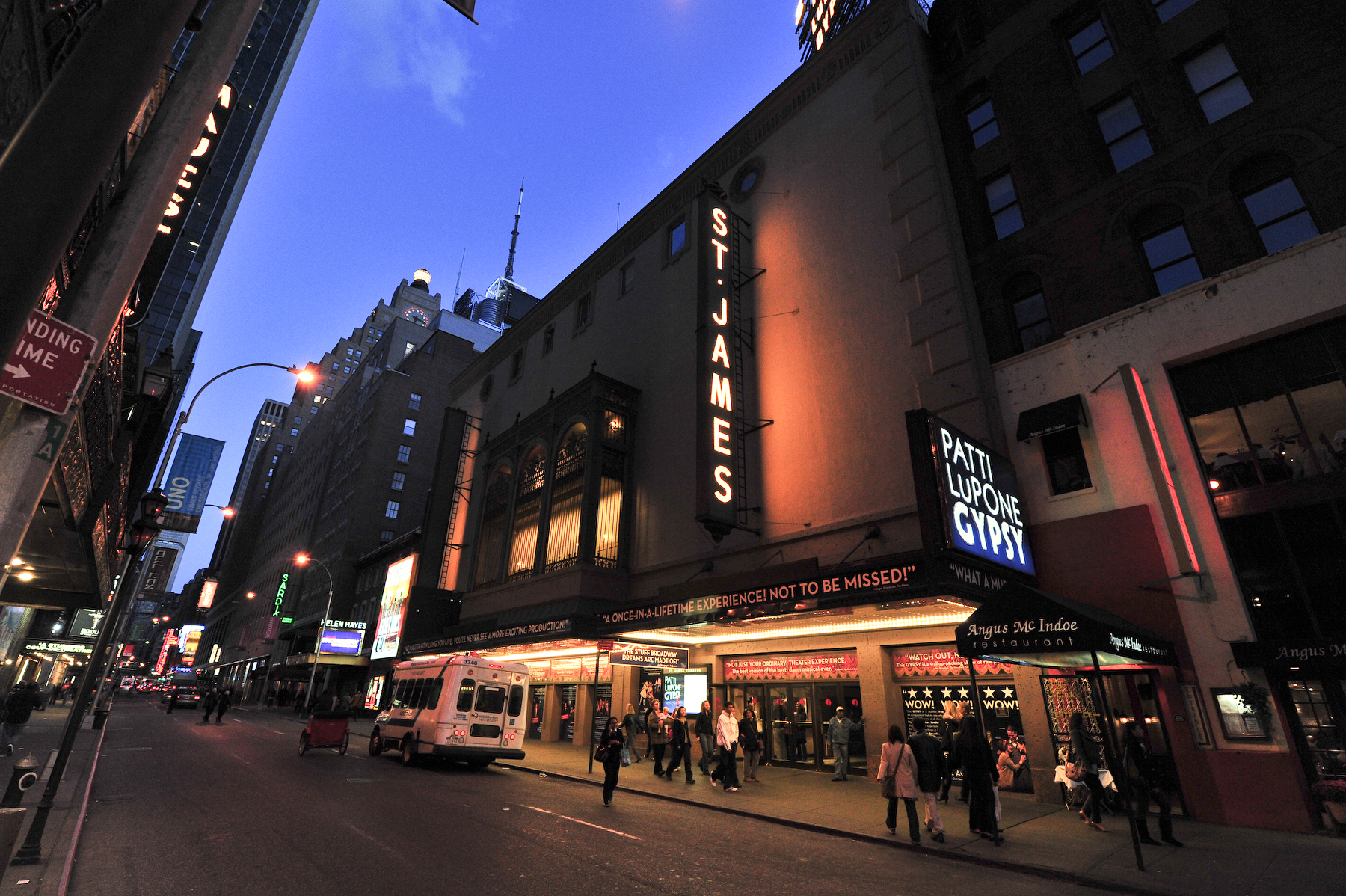
Gypsy avec Patti LuPone en 2008.

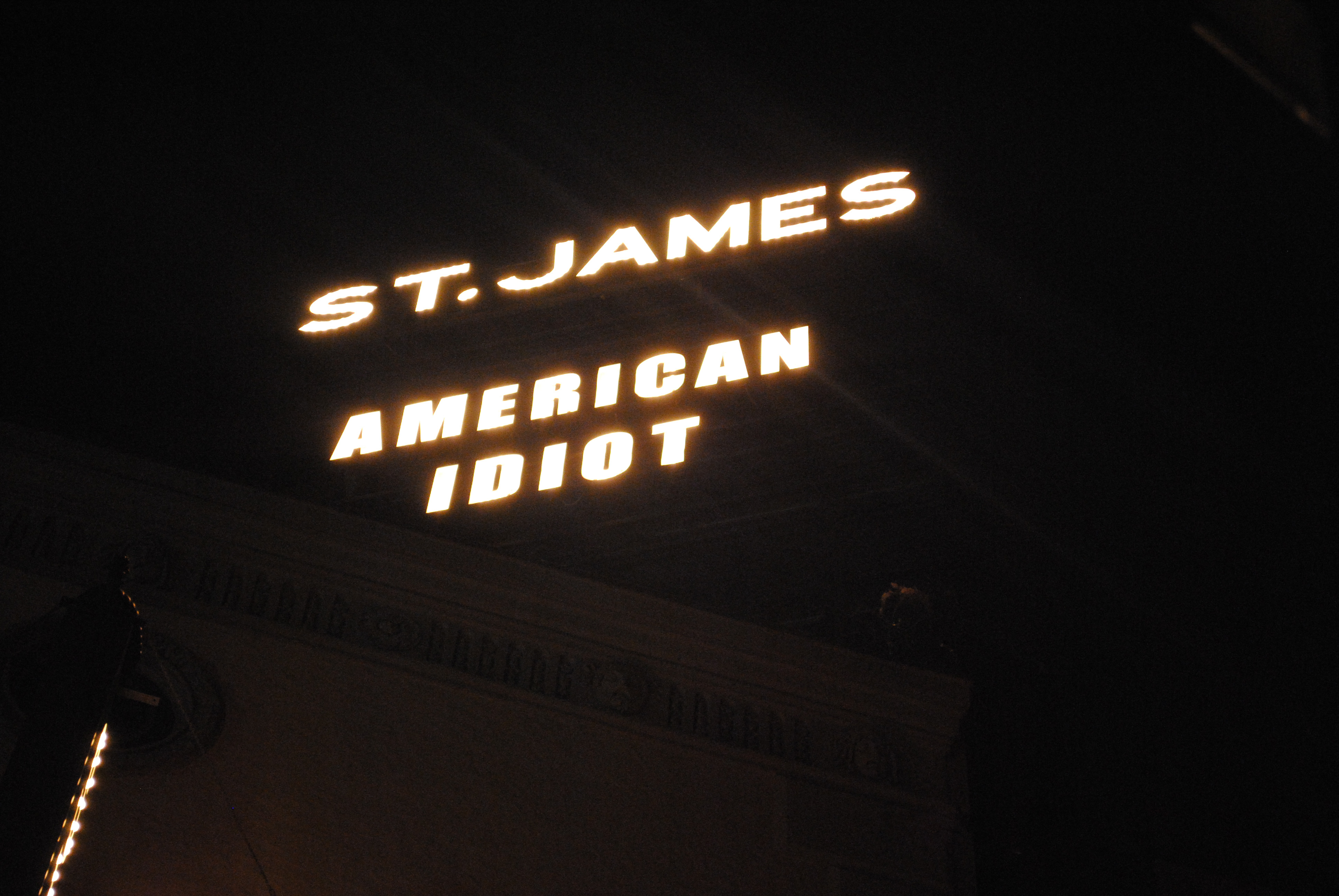
Enseigne lumineuse annonçant American Idiot en 2011.

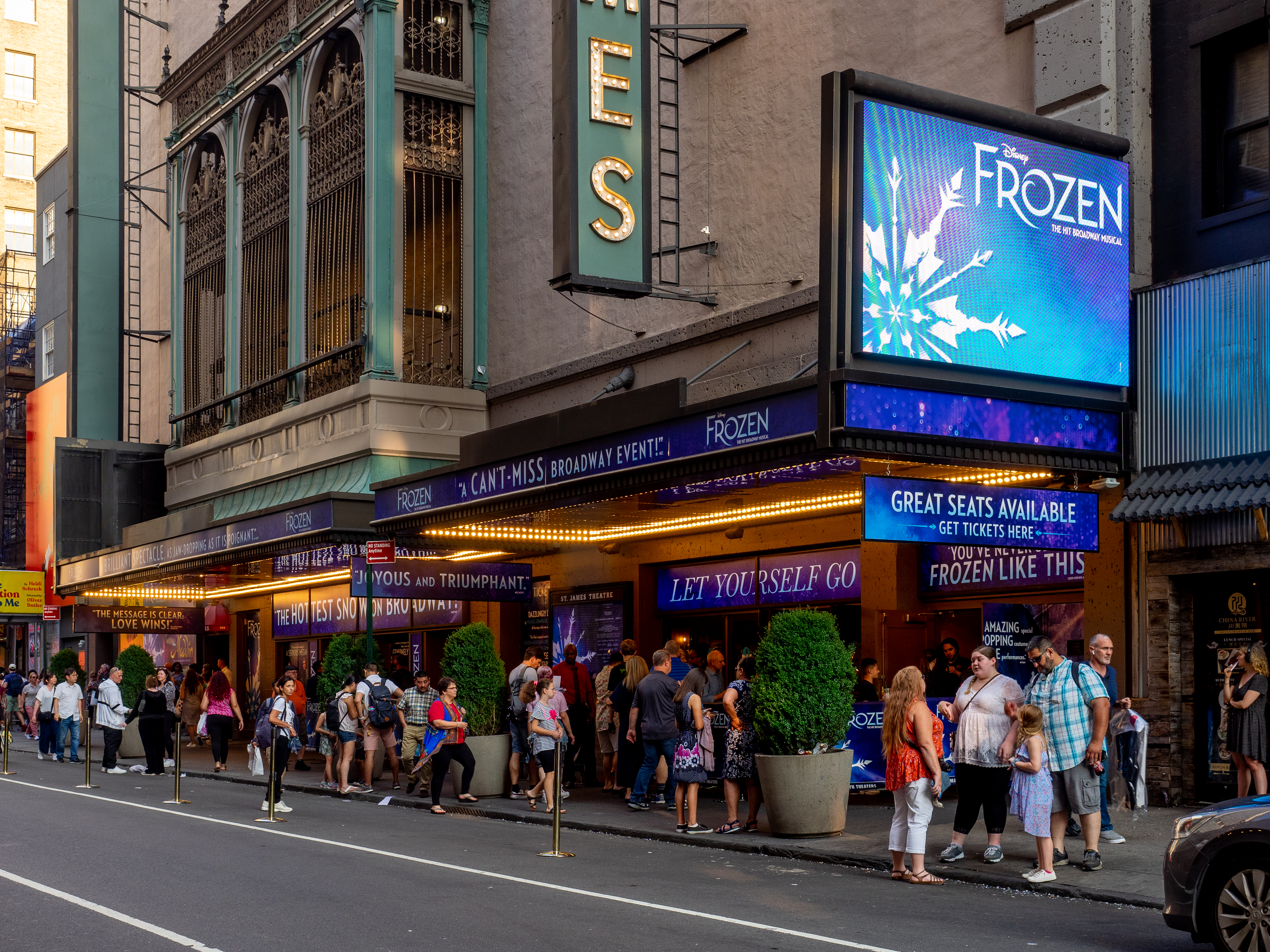
Frozen à l'affiche en 2019.

- 1927 : Merry Malones – Production inaugurale
- 1931–33, 1942 et 1951 : Seasons of Gilbert et Sullivan
- 1934 : Thumbs Up!
- 1941 : Native Son
- 1943 : Oklahoma!
- 1948 : Where's Charley?
- 1951 : The King and I
- 1954 : The Pajama Game
- 1956 : Li'l Abner
- 1958 : Flower Drum Song
- 1960 : Becket
- 1960 : Do Re Mi
- 1964 : Hello Dolly!
- 1971 : Two Gentlemen of Verona
- 1977 : Vieux Carré
- 1978 : On the Twentieth Century
- 1979 : Carmelina
- 1980 : Barnum
- 1982 : Rock 'N Roll! The First 5,000 Years
- 1983 : My One and Only[6]
- 1991 : The Secret Garden
- 1993 : The Who's Tommy
- 1996 : A Funny Thing Happened on the Way to the Forum
- 1998 : High Society
- 1999 : Swing!
- 2001 : The Producers
- 2007 : Dr. Seuss' How the Grinch Stole Christmas!
- 2008 : Gypsy
- 2009 : Desire Under the Elms
- 2009 : Finian's Rainbow
- 2010 : American Idiot
- 2011 : Hair
- 2011 : On a Clear Day You Can See Forever
- 2012 : Leap of Faith
- 2012 : Bring It On: The Musical
- 2013 : Barry Manilow – "Manilow on Broadway: Live at the St. James"
- 2013 : Let It Be
- 2014 : Bullets Over Broadway
- 2014 : Side Show
- 2015 : Something Rotten!
- 2017 : Present Laughter
- 2018 : Frozen[7]